# 20140 Костіткс
20140 Костіткс (20140 Costitx) — астероїд головного поясу, відкритий 23 серпня 1996 року.
Тіссеранів параметр щодо Юпітера — 3,170.